# Palaeagama
Palaeagama is een geslacht van uitgestorven neodiapside reptielen uit het Laat-Perm of Vroeg-Trias van Zuid-Afrika. Het is gebaseerd op een gearticuleerd skelet dat waarschijnlijk werd gevonden in de Lystrosaurus Assemblage Zone uit het Vroeg-Trias, of mogelijk de Daptocephalus Assemblage Zone uit het Laat-Perm. Ondanks de volledigheid van het exemplaar, wordt Palaeagama beschouwd als een wildcard-taxon van onzekere affiniteiten als gevolg van slechte bewaring. Het werd oorspronkelijk beschouwd als een eosuchiër (voorouder van moderne reptielen), en later geherinterpreteerd als een hagedisvoorouder die nauw verwant was aan Paliguana en Saurosternon. Moderne studies beschouwen het over het algemeen als een onbepaalde neodiapside, hoewel een paar fylogenetische analyses voorlopig een positie aan de basis van Lepidosauromorpha ondersteunen.
De typesoort Palaeagama vielhaueri werd in 1926 benoemd door Robert Broom. De geslachtsnaam betekent 'oude agaam'. De soortaanduiding eert P.F. Vielhauer die het skelet ontdekt had bij Kinira. Het holotype is McGregor Museum, Kimberley, South Africa, No. 3707. Het bestaat uit een in verband liggend skelet met schedel. De botten zijn voornamelijk bewaard als afdrukken die ook wat schubben van de huid laten zien.